# Chehreh Goshā
Chehreh Goshā (persiska: چِهرِه گُشا, چهره گشا) är en ort i Iran.   Den ligger i provinsen Västazarbaijan, i den nordvästra delen av landet, 600 km väster om huvudstaden Teheran. Chehreh Goshā ligger 1 300 meter över havet och antalet invånare är 243.
Terrängen runt Chehreh Goshā är platt söderut, men norrut är den kuperad. Terrängen runt Chehreh Goshā sluttar österut.Runt Chehreh Goshā är det ganska tätbefolkat, med 185 invånare per kvadratkilometer. Närmaste större samhälle är Urmia, 7,3 km väster om Chehreh Goshā. Trakten runt Chehreh Goshā består till största delen av jordbruksmark.